# 霍波卡 (密西西比州)
霍波卡（英語：Hopoca）是位於美國密西西比州利克縣的非建制地區。

## 歷史
霍波卡的郵局於1894年設立，其後於1907年停運。

## 地理
霍波卡所處的海拔為高於海平面121米（即397英呎），而該地所採用的時區為UTC-6，即北美中部時區（CST）。同時該地設有夏令時間，為UTC-6調快一小時，即UTC-5（CDT）。